# Program Orion

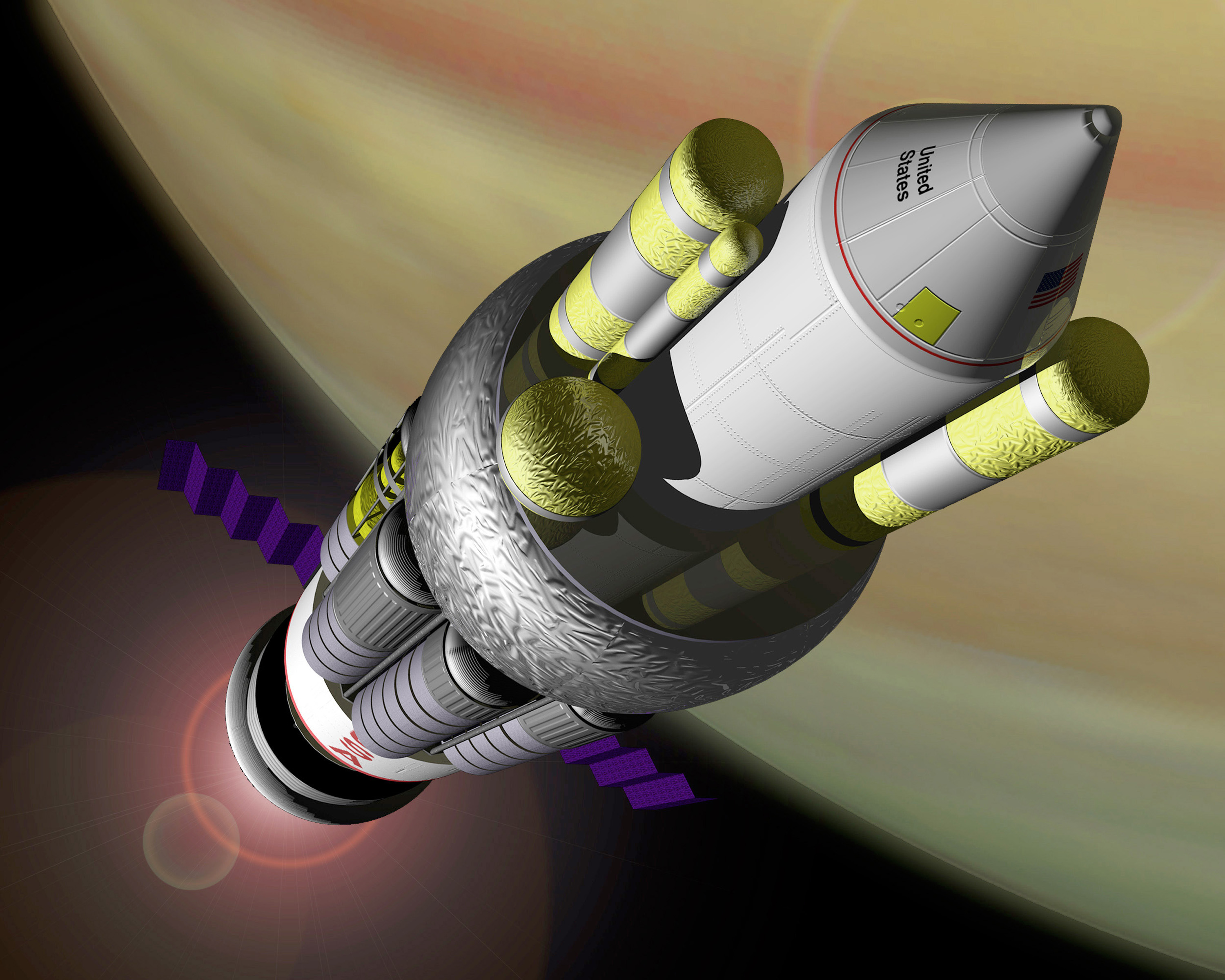
Artystyczna wizja programu Orion

Program Orion – amerykański program budowy rakiet nośnych o napędzie nuklearnym, oparty na koncepcji jądrowego napędu pulsacyjnego, opracowanego w 1955 roku przez współtwórców bomby wodorowej, Stanisława Ulama i Corneliusa Everetta.

## Jądrowy napęd pulsacyjny
Napęd pulsacyjny w swoich założeniach pozwalał na wykorzystanie energii jądrowej do napędu pojazdów kosmicznych przy minimalnych nakładach projektowych. Projekt zakładał napędzanie pojazdu przez bomby atomowe wyrzucane z rufy pojazdu i detonowane w pewnej odległości za statkiem. Otaczająca bombę woda lub wosk (możliwe byłoby również zgromadzenie całej substancji napędowej w obrębie bomby) w chwili detonacji tworzyłyby wysokoenergetyczną plazmę, która uderzając w płytę na rufie pojazdu popychałaby go naprzód.
System zakładał wyposażenie pojazdu w potężne dwustopniowe mechaniczne amortyzatory, oraz umieszczone na samej płycie poduszki powietrzne, które rozkładałaby w czasie wynikające z powtarzających się uderzeń plazmy, trwające milisekundy, ruchy płyty, na trwające sekundy ruchy pojazdu, ograniczając przeciążenia do możliwych do zniesienia przez konstrukcję pojazdu oraz pasażerów (zakładane 1–3 G). Na podstawie konstrukcji atomowych zapalników do ładunków termojądrowych (konstrukcja bomby termojądrowej typu Ulama–Tellera) opracowano koncepcję atomowych ładunków napędowych, w których ładunek termojądrowy zastąpiono by warstwą boru, lub polietylenu, otoczonymi odpowiednio ukształtowanym opakowaniem z wolframu.
W trakcie eksplozji ładunku rozszczepialnego opakowanie to ogniskowałoby strumień neutronów i promieniowania X – w odróżnieniu jednak od bomby typu Ulama–Tellera nie na ładunku termojądrowym, lecz na ww. warstwie polietylenu lub boru – powstałaby w ten sposób wysokotemperaturowa plazma o kształcie cygara, która po przebyciu kilkudziesięciu metrów rozprężyłaby się i ostygła do ok. 14 000 °C. Po uderzeniu w płytę napędową następowałaby gwałtowna (ok. 0,3 milisekundy) rekompresja plazmy i wzrost jej temperatury do ok. 40 000 °C. Przy tak wysokich temperaturach plazma emituje głównie promieniowanie ultrafioletowe, które słabo przenika przez samą plazmę oraz materiał tarczy, co tłumaczy, dlaczego tarcza nie ulegałaby stopieniu ani wyparowaniu (potwierdziły to eksperymenty Plumbbob, oraz eksperymenty ze stalowymi kulami umieszczanymi w odległości kilkudziesięciu metrów od eksplodujących ładunków jądrowych – kule znajdowano nienaruszone – patrz poniżej). Płyta napędowa mogłaby być wykonana ze zwykłej stali lub nawet aluminium. Obliczono, że po każdej eksplozji wyparowałoby jedynie ok. 1 mm powierzchni płyty. Jeden z mózgów programu – fizyk i matematyk Freeman Dyson obliczył jednak, że zetknięcie plazmy z materiałem parującym z płyty napędowej mogłoby powodować powstanie turbulencji, które niebezpiecznie rozgrzałyby płytę (efekt konwekcji) w związku z tym na płytę natryskiwano by ww. wosk, olej, grafitowy smar lub wodę – chodzi o to, że węgiel lub wodór zawarte w ww. substancjach bardzo silnie pochłaniają promienie ultrafioletowe, co wyeliminowałoby parowanie płyty.
Kolejny problem stanowiło szybkie umieszczenie ładunków kilkadziesiąt metrów od płyty (w początkowej fazie lotu ok. 4 ładunki na sekundę) – rozwiązano by go po prostu poprzez zastosowanie działa wystrzeliwującego ładunki przez otwór w płycie – pod pojazd (w latach 50. skonstruowano jądrowe pociski artyleryjskie). Początkowo obawy budziło niezbyt precyzyjne umieszczanie ładunków pod płytą – obawiano się braku stabilności lotu, jednak Freeman Dyson obliczył, że przy większej liczbie ładunków wynikające z tego odchylenia lotu uśredniają i znoszą się (potwierdził to stabilny lot modelu pojazdu napędzanego chemicznymi ładunkami wybuchowymi – na wysokość 180 m).
W projekcie uderza prostota zastosowanych rozwiązań, solidność konstrukcji, zastosowanie zwykłego aluminium i stali w odróżnieniu od supermateriałów stosowanych w klasycznych pojazdach kosmicznych (projektanci jako wykonawcę projektu rekomendowali firmę Electric Boat Company zajmującą się budową okrętów podwodnych), niemożliwe przy innych systemach napędowych osiąganie jednocześnie wysokiej siły ciągu i wysokiej wydajności napędu, oraz wynikające z natury jądrowych ładunków wybuchowych (im silniejsze tym wydajniejsze) wzrost wydajności konstrukcji, oraz prostoty jej wykonania – w miarę wzrostu wymiarów pojazdu. Obliczono, że zarówno dla pojazdu o masie 2000 ton (wersja międzyplanetarna), jak i Super-Oriona o masie 8 000 000 ton (wersja międzygwiezdna napędzana ładunkami termojądrowymi – mogąca osiągnąć 10% prędkości światła w próżni) różnica kosztu jądrowych ładunków napędowych nie byłaby zbyt duża. Ze względu na olbrzymią masę i ładowność pojazdów (wersja międzyplanetarna mogłaby odbywać podróże w tę i z powrotem z ładunkiem użytecznym stanowiącym ok. 50% masy własnej – w porównaniu rakiety chemiczne ok. 5% – w jedną stronę i 5% z tych 5% z powrotem) pomimo wysokiej ceny jądrowych ładunków napędowych (większość kosztów realizacji programu Orion) – koszt wyniesienia kilograma ładunku (w przeliczeniu na ceny z 2005 r.) na niską orbitę okołoziemską stanowiłby kilka- kilkadziesiąt dolarów dla wersji międzyplanetarnej i ok. 30 centów dla Super Oriona (w porównaniu do kilku- kilkudziesięciu tysięcy dolarów dla chemicznego napędu rakietowego).
Ze względu na zanieczyszczenie radiologiczne wywoływane przez serię eksplozji jądrowych, starty odbywałyby się z istniejących poligonów jądrowych. Jako że większość odpadów radioaktywnych związane jest z zasysaniem i napromieniowaniem pyłu z powierzchni ziemi przez kulę ognistą wybuchu jądrowego start odbywałby się z wysokich na kilkadziesiąt metrów wież. Podczas startu pojazd napędzałyby odpalane co sekundę bomby o mocy 0,1 kilotony. Wraz ze wzrostem prędkości i wysokości zastąpiłyby je odpalane znacznie rzadziej ładunki o mocy 20 kiloton. Innymi rozwiązaniami tego problemu byłby start z wyłożonej stalą i grafitem niecki (minimalizacja cyrkulacji powietrza) lub oceanicznej platformy startowej. Dalszą redukcję zanieczyszczenia atmosfery można by osiągnąć stosując start z okolic polarnych (naładowane radioaktywne cząstki uciekłyby w przestrzeń kosmiczną przez dziurę w magnetosferze) lub stosowanie w trakcie wznoszenia czystych ładunków atomowych (np. o typie bomby neutronowej – ok. tysiąckrotna redukcja zanieczyszczeń). Jak podkreślają zwolennicy tego typu napędu byłoby to znacznie mniej niż napromieniowanie atmosfery przez emisję radioaktywnych popiołów z elektrowni opalanych węglem – do produkcji paliwa dla jednego startu wahadłowca.

## Historia programu

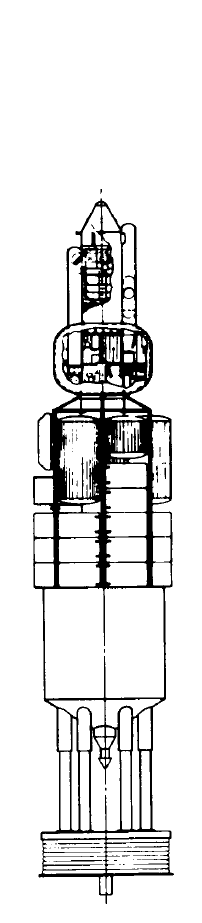
Szkic statku nuklearnego Orion z ośmioosobową załogą

W trzy lata po opublikowaniu opracowania Ulama i Everetta firma General Atomics rozpoczęła prace nad zastosowaniem napędu pulsacyjnego w lotach kosmicznych. Programowi, kierowanemu przez dwóch fizyków – Theodora Taylora i Freemana Dysona, nadano kryptonim Orion. Program miał stanowić bezpośrednią konkurencję dla opracowywanych przez zespół von Brauna nośnych rakiet chemicznych – twórcy programu Orion wierzyli, że ich program pozwoliłby na wyniesienie na orbitę tysięcy ton ładunku przy kosztach porównywalnych ze znacznie mniej efektywnymi rakietami chemicznymi. Kres programowi położyły nie problemy techniczne, lecz brak woli politycznej, oraz traktat o zakazie testów jądrowych na ziemi, w powietrzu i w przestrzeni kosmicznej z 1963 r. (w trakcie negocjacji pojawiły się trudności odnośnie do porozumienia z ZSRR co do definicji próby jądrowej) – jego kuriozalne w niektórych miejscach sformułowania np. jako uzasadnienie – obawa przed zanieczyszczeniem promieniowaniem próżni kosmicznej (wypełnionej przecież radioaktywnymi cząstkami promieniowania kosmicznego, promieniowaniem X i gamma z rozbłysków słonecznych, i z łatwością rozpraszającej każdą ilość substancji – poprzez swój bezmiar – o czym wiedzieli nawet ówcześni specjaliści (obliczono, że produkty eksplozji nuklearnej w kosmosie zostaną np. wymiecione poza układ słoneczny przez cząstki wiatru słonecznego) pozwalają podejrzewać, że chodziło o coś innego niż szczytna troska o środowisko. Ostatnio jednak pojawiają się spekulacje, że ze względu na prostotę i niezwykłą atrakcyjność projektu (pozwala na ekonomiczną eksploatację zasobów układu słonecznego), jest tylko kwestią czasu kiedy zrealizuje go jakieś państwo/państwa posiadające broń jądrową, które nie podpisały ww. traktatu (Chiny, Indie, Pakistan).

## Testy
Koncepcja programu Orion była częściowo oparta na wynikach testów przeprowadzanych podczas wczesnych prób bomb atomowych na poligonie Eniwetok. Podczas testów stalowe kule pokryte powłoką grafitową zawieszano 30 stóp (ok. 9 metrów) nad centrum eksplozji jądrowej. Kule znajdowano w nienaruszonym stanie z częściowo odparowaną powłoką grafitu.
W ramach programu Orion wybudowano serię modeli mających przetestować czy aluminiowa płyta jest w stanie przetrwać wysokie temperatury i ciśnienie spowodowane odpaleniem w jej pobliżu konwencjonalnych materiałów wybuchowych. Po kilku nieudanych próbach udało się przeprowadzić stabilny lot – urządzenie osiągnęło maksymalną wysokość 100 metrów.
Jedyną weryfikację możliwości wykorzystania bomb jądrowych do wynoszenia ładunków na orbitę zapewnił wypadek podczas serii testów ograniczania zasięgu eksplozji jądrowych w ramach programu Operation Plumbbob. W 1957 roku bomba jądrowa niskiej mocy spowodowała wyrzucenie 900-kilogramowej stalowej pokrywy. Obliczenia wskazują, że płyta osiągnęła prędkość co najmniej dwukrotnie większą od prędkości ucieczki (według innych obliczeń – nawet sześciokrotnie większą). Najprawdopodobniej nie opuściła jednak ziemskiej atmosfery i wyparowała na skutek tarcia.